# Португальсько-марокканські війни
Португа́льсько-марокка́нські ві́йни — серія військових конфліктів між Португалією та Марокко впродовж історії.

## Реконкіста
- 1139: битва при Оріке; перемога португальців.
- 1147: завоювання Лісабона португальцями.

## Війни в Африці
- 1415: завоювання Сеути португальцями.
- 1419: облога Сеути марокканцями; перемога португальців.
- 1437: Танжерський похід Енріке Мореплавця; поразка португальців.
- 1471: завоювання Асіли португальцями.
- 1513: битва при Аземмурі; перемога португальців
- 1574: І-й Марокканський похід Себаштіана; поразка португальців.
- 1578: ІІ-й Марокканський похід Себаштіана; битва при Алкасер-Кібірі; поразка португальців.